# Paulo Magino
Paulo Magino (ur. 23 czerwca 1979) – brazylijski piłkarz występujący na pozycji napastnika.

## Kariera klubowa
W 1999 roku występował w klubie Kyoto Purple Sanga. Wystąpił w szesnastu spotkaniach J.League Division 1, w których zdobył sześć goli. W najwyższej japońskiej klasie rozgrywkowej zadebiutował 1 maja 1999 roku w przegranym 2:3 meczu z JEF United.